# 찰스 로버트 카너

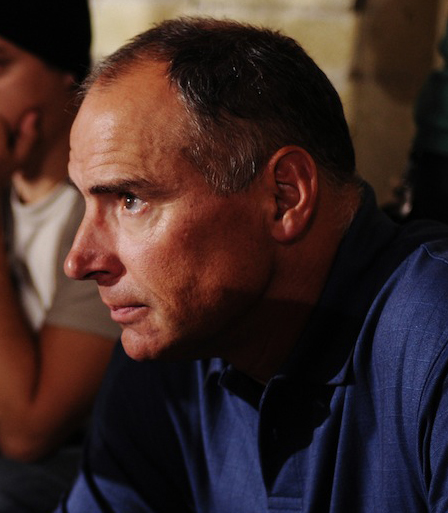

찰스 로버트 카너(Charles Robert Carner, 1957년 4월 30일 ~ )는 미국의 배우, 영화 감독, 각본가, 영화 프로듀서이다.
시카고에서 태어났다.

## 영화
- 제이엘 랜치 (2016년)
- 위틀리스 프로텍션 (2008년)
- 유다 (2004년)
- 레드 워터 (2003년)
- 브레이크어웨이 (2002년)
- 더 픽서 (1998년)
- 배니싱 포인트 (1997년)
- 여자의 용기 (1994년)
- 시카고 특별수사대 (1993년)
- 킬러 어몽 프렌즈 (1992년)
- 목격자 (1991년)
- 마검의 심판자 (1989년)
- 해리 구출 작전 (1986년)
- 짐카타 (1985년)